# 14 ostrzy
14 ostrzy (chiń. upr. 锦衣卫; chiń. trad. 錦衣衛; pinyin Jǐn yī wèi) – chiński film akcji z 2010 roku. 

## Treść
Akcja toczy się w Chinach za panowania dynastii Ming. Główni bohaterowie, są członkami elitarnej gwardii cesarza, która składała się z wyszkolonych zabójców rekrutowanych spośród ulicznych sierot. Ludzie ci poświęcali życie by służyć cesarzowi i ojczyźnie. Kiedy władzę na dworze cesarskim przejmuję zły eunuch Jia, dwóch najlepszych spośród gwardzistów Qinglong i Xuanwu, zostaje wyznaczonych do wykradzenia listy zawierającej nazwiska osób lojalnych wobec cesarskiej władzy. Zdradzony przez swojego towarzysza Qinglong ledwo uchodzi z życiem. Postanawia odszukać i uratować ludzi, którzy byli na liście. Na przeszkodzie stoją jednak jego dawni towarzysze.

## Obsada
- Donnie Yen - Qinglong
- Zhao Wei - Qiao Hua
- Wu Chun - sędzia
- Kate Tsui - Tuotuo
- Qi Yuwu - Xuanwu
- Sammo Hung - książę Qing
- Damian Lau - Zhao Shenyan
- Wu Ma - Qiao Yong
- Law Kar-ying - Jia Jingzhong
- Chen Kuan-tai - Fawang
- Chen Zhihui - Baihu